# Festung Cosel

Plan der Festung (um 1766)

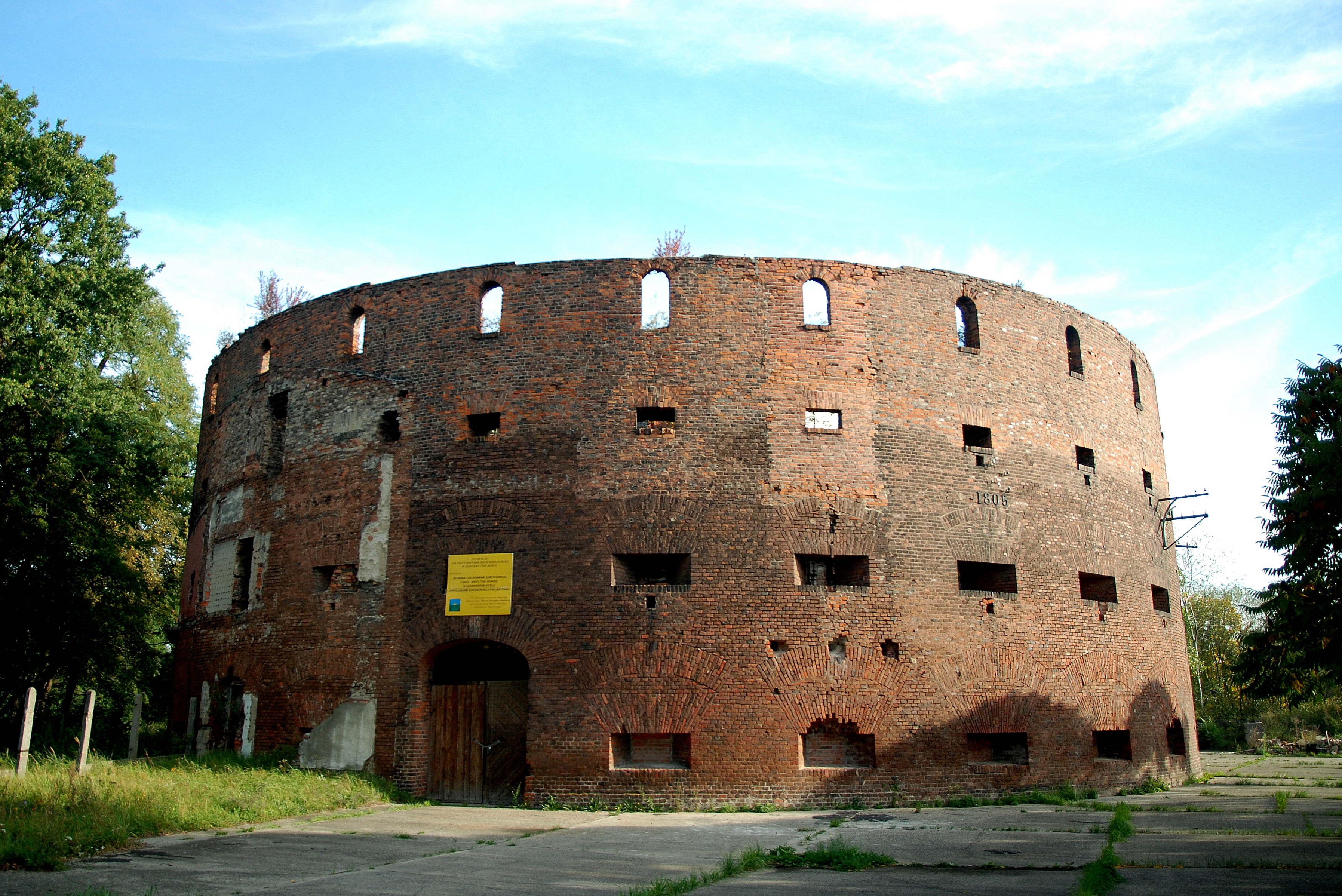
Fort Friedrich Wilhelm

Die Festung Cosel ist eine preußische Festungsanlage aus dem 18. und 19. Jahrhundert. Sie wurde um die oberschlesische Stadt Cosel an der Oder errichtet und ist heute nur noch teilweise erhalten. Sie wurde in preußischer Art anstelle einer älteren, durch die Habsburger in ihrer Eigenschaft als Könige von Böhmen errichtet. Die Flächen der Festung wurden kaum bebaut und sind heute noch als grüner Ring um die Kernstadt erkennbar.

## Geschichte

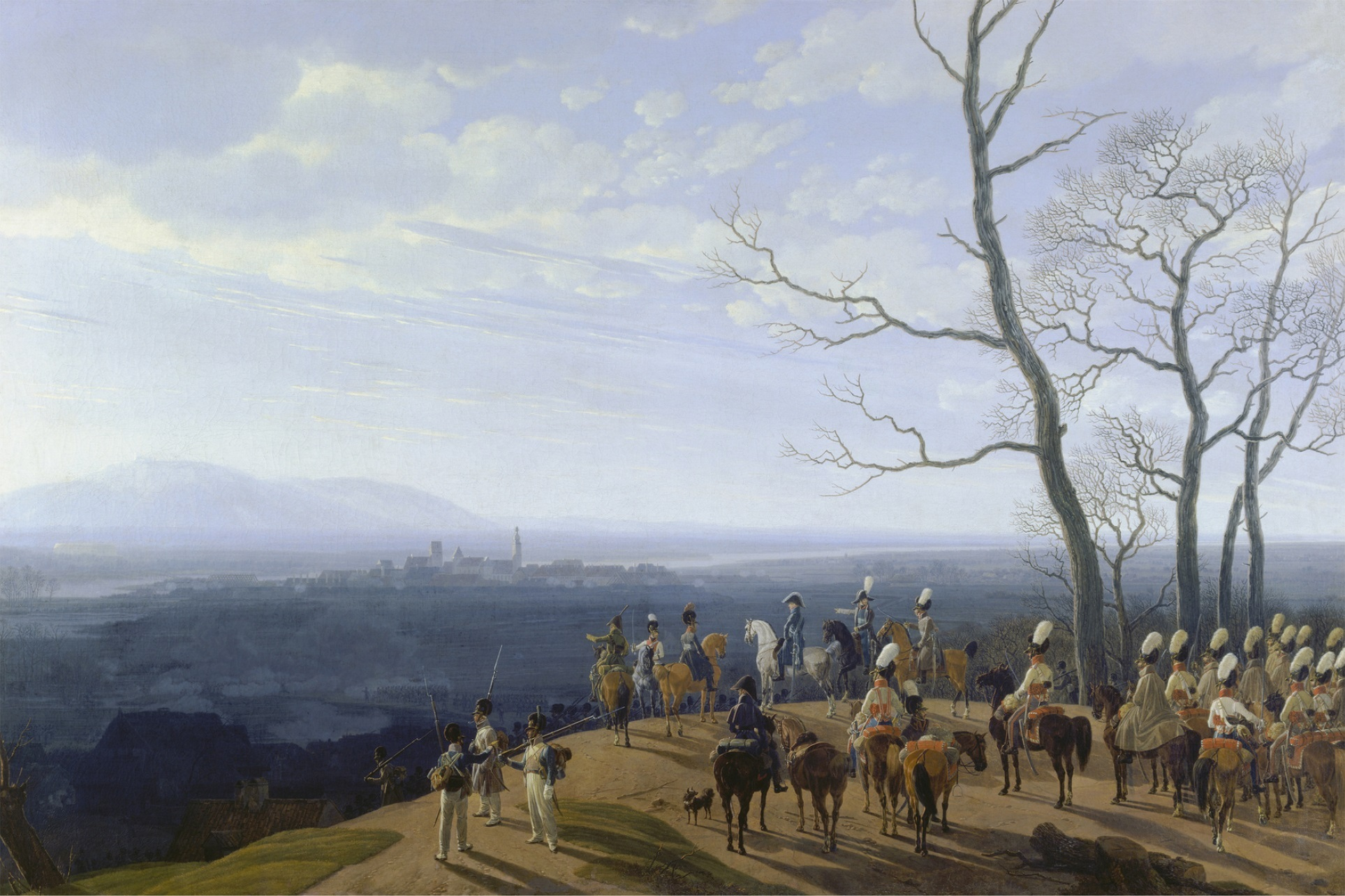
Wilhelm von Kobell: Die Belagerung von Kosel (1808), Neue Pinakothek

Um 1739 begannen die Habsburger den Bau einer Festung in Cosel, die unvollendet blieb. Nach den Ersten Schlesischen Krieg 1741 wurde Schlesien und damit auch Cosel. durch Preußen erobert. 1743 wurde eine preußische Garnison vor Ort stationiert. Im Zweiten Schlesischen Krieg gelang es 1745 den Habsburgern, die Stadt Cosel für einige Monate zurückzuerobern.
Der preußische König Friedrich der Große erkannte die strategische Lage Cosels und ließ die Festungsanlagen von 1746 bis 1754 ausbauen.
Während des Siebenjährigen Krieges belagerten habsburgische Streitkräfte 1758 die Festung für fünf Monate, konnten diese jedoch nicht erobern. 1783 wurden die Rogauer, Klodnitzer und Kobelwitzer Redouten und die Adler-Redoute gebaut. Von 1787 bis 1789 wurde das Glacis aufgeschüttet. 1789 wurde an der Oder ein Flutschleusenwehr angelegt und an der Garnisonkirche das Artillerie-Zeughaus errichtet. 1795 besaß die Festung 226 Geschütze, davon 117 Eiserne. 1805 wurde der Bau des Forts Friedrich Wilhelm zwischen Klodnitzer und Adler-Redoute begonnen. 1806 begann man mit dem Bau des Montalembertschen Turms im Fort, der 1829 fertig gestellt wurde. Die Garnison bestand am 23. Januar 1807 aus 67 Offizieren, 4249 Mann und 40 Pferden. 
Während der Napoleonischen Kriege versuchten französische Heere und die mit ihnen verbündeten bayerischen und württembergischen Truppen 1807 die Festung zu belagern. 1873 wurde die geschleift.

## Liste der Kommandanten
- 1745: Johann Georg von Lehmann, Generalmajor, Kommandant
- 1750: Heinrich Günther Gottfried von Bosse, Generalleutnant
- 1753: Christoph Friedrich von Lattorf, Generalleutnant
- 1762: Gerhard Alexander von Saß, Generalleutnant
- 1790: Karl Anton Dominik von Otto, Generalmajor
- 1797: Christian Friedrich von Knebel, Generalmajor
- 1802: Karl August von Elster, Generalmajor
- 1802: David von Neumann, Generalmajor
- 1808: Wilhelm Ludwig von Puttkamer, Generalmajor
- 1809: Joseph Friedrich Karl von Klüx, Major
- 1809: Karl Gustav von Erichsen, Generalmajor
- 1811: Karl Wilhelm Sigismund von Rottenburg, Major, 2. Kommandant, später Kommandant von Colberg und Wesel
- 1812: August Ernst von Kamptz, Generalmajor 1813, 1. Kommandant, später Kommandant von Colberg
- 1813: Friedrich Schuler von Senden, 1. Kommandant, später Kommandant von Breslau und Torgau
- 1817: Heinrich Wilhelm von Weltzien, zuvor Kommandant von Glatz, Koblenz und Erfurt
- 1825: Karl Friedrich Köhn von Jaski, Oberst, zuvor Kommandant von Küstrin
- 1828: Friedrich von Bülow, Oberst, zuvor Kommandant von Küstrin
- 1830: Friedrich Christian von Liebe, Oberst
- 1834: Franz Ludwig von Jeanneret, Oberst
- 1838: Heinrich Anton Alexander von Zur Westen, Generalmajor
- 1843: August Ferdinand von Arnauld de la Perière, Generalmajor
- 1845: Vinzent von Lupinski, Generalmajor
- 1856: Konrad von Puttkamer, Major, zuvor Kommandant von Torgau später Neiße
- 1857: Friedrich Schimmel, Oberstleutnant, zuvor Kommandant von Saarbrücken, später Glatz
- 1859: Emil von Kessel, Oberstleutnant/Oberst
- 1862: Hermann von Hülsen
- 1866: Albert von Zimmermann, Oberstleutnant/Oberst, später Kommandant von Saarlouis
- 1870: Heinrich von Eberhardt, Generalmajor